# Wojciech Franus
Wojciech Franus (ur. 25 grudnia 1972 w Cieszanowie) – polski geolog, profesor nauk technicznych w zakresie inżynierii środowiska, specjalizujący się w geochemii, mineralogii i petrografii, a zwłaszcza w zeolitach. Prorektor ds. nauki Politechnice Lubelskiej.

## Życiorys
W 1991 ukończył Liceum Ogólnokształcące im. Tadeusza Kościuszki w Lubaczowie a w 1996 studia geologicznie na Wydziale Geologii, Geofizyki i Ochrony Środowiska AGH. Po obronie pracy magisterskiej rozpoczął pracę na Politechnice Lubelskiej. W 1997 obronił pracę doktorską „Studium mineralogiczno-petrograficzne skał ilastych formacji pstrych łupków jednostki skolskiej, Karpat fliszowych” na AGH. W latach 2001–2003 trzykrotny stypendysta Fundacji na rzecz Nauki Polskiej. W 2013, na podstawie pracy „Zastosowanie zeolitów wytworzonych z popiołów lotnych do usuwania zanieczyszczeń z wody i ścieków”, otrzymał stopień doktora habilitowanego. 
Pełni funkcję prodziekana ds. ogólnych i nauki wydziału Budownictwa i Architektury Politechniki Lubelskiej oraz kierownika katedry budownictwa w Wyższej Szkole Zarządzania i Administracji w Zamościu.
W 2022 otrzymał Złoty Krzyż Zasługi. W 2023 otrzymał Srebrny Medal „Zasłużony dla Nauki Polskiej Sapientia et Veritas”.

## Działalność naukowa
Był kierownikiem projektu i głównym wykonawcą kilkunastu projektów badawczych NCBiR, KBN i programu współpracy transgranicznej Polska-Białoruś-Ukraina. Autor dwóch zgłoszeń patentowych z 2011:
- Sposób wytwarzania zeolitów i urządzenie do wytwarzania zeolitów, P.396908
- Method for manufacturing zeolites and device for manufacturing zeolites, EP11188349.2[2]

## Publikacje
Jest autorem lub współautorem kilkudziesięciu publikacji naukowych w czasopismach z list A i B i kilkudziesięciu komunikatów konferencyjnych. Autor, współautor i redaktor monografii i rozdziałów w monografiach dot. zeolitów i ich zastosowań.